# CJ Group
CJ Group (kor. CJ그룹 lub 씨제이그룹) – południowokoreański konglomerat z siedzibą w Seulu. Składa się on z wielu przedsiębiorstw pracujących w wielu sektorach: żywności i usług gastronomicznych, biotechnologii i farmacji, rozrywki i mediów, zakupów na odległość i logistyki. CJ Group była pierwotnie oddziałem firmy Samsung, ale oddzieliła się w 1993 roku.
CJ jest skrótem od „CheilJedang” (Hangul: 제일 제당), co dosłownie znaczy „najlepszy cukier”, od przemysłu, w którym firma działała  pierwotnie.
Ważniejsze jednostki zależne CJ obejmują CJ CheilJedang (żywność i napoje), CJ Logistics (logistyka), CJ Olive Networks (sklepy ze zdrowiem i urodą oraz IT), CJ ENM (rozrywka i sprzedaż detaliczna) oraz CJ CGV (sieć kin).
Mottem firmy jest „Only One”.

## Historia

### 1953–1970
CJ został założony jako „CheilJedang” w sierpniu 1953 roku jako producent cukru i mąki i był pierwotnie częścią firmy Samsung, jako jej pierwsza działalność produkcyjna. W marcu 1955 roku otwarto pierwszy młyn w Korei Południowej, a w marcu 1962 roku rozpoczęto eksport cukru do Okinawy w Japonii. W 1965 roku biznes cukrowy CheilJedang został oznakowany marką „Beksul”. Firma weszła na rynek sztucznych przypraw w 1963 roku z Mi-poong konkurującym z Miwon – ówczesnym bestsellerem Daesang.

### Lata 70. XX wieku
W latach 70. XX wieku CJ kontynuowało swój rozwój jako przedsiębiorstwo mieszane w branży spożywczej. W 1973 roku CJ zaczęła biznes  paszowy, uruchomiając „Pungnyeon feed”. W 1975 roku CJ opracowała techniki masowej produkcji przyprawy „Dashida”, jak również technologii dla masowej produkcji kwasów nukleinowych – po raz pierwszy w Korei Południowej w 1977 roku, wypuszczając na rynek ich pierwszą przyprawę, „Imi”. W 1979 roku nazwa firmy została zmieniona na „CheilJedang  Corp.”, a także rozpoczęto produkcję oleju pod marką Beksul.

### Lata 80. XX wieku
W latach 80. XX wieku CJ rozszerzyła działalność o produkcję przetworzonych produktów spożywczych, takich jak napoje i mrożonki, i weszła do branży farmaceutycznej w oparciu o nowe, zaawansowane technologie. W 1984 roku CJ założyła ETI, lokalną filię w New Jersey, w USA, jako wspólne przedsięwzięcie. W 1986 roku oddział Biotechnologii & Farmacji po raz trzeci na świecie wyprodukował interferon alfa – lek przeciwnowotworowy, a także wprowadził szczepionki przeciw zapaleniu wątroby – „Hepaccine-B”. Założono Cheil Frozen Food oraz wprowadzono rozpoczęto produkcje napojów w 1987 roku. W 1990 roku, wraz z utworzeniem CheilJedang Indonesia w 1988 roku oraz budową zakładu produkującego lizynę i syntetyczne przyprawy w Indonezji CJ zaczęło celować w rynek poza Koreą Południową.

### Lata 90. XX wieku
W latach 90. XX wieku firma CJ przeszła przez okres adaptacji i wzrostu, kiedy to zwróciła się w obszar życia i kultury koncentrując się na przemyśle spożywczym i farmaceutycznym. Nadal rozwijała i produkowała nowe produkty żywnościowe, takie jak „Condition” w 1992 roku – napój uzupełniający, który łagodził objawy kaca, czy też „Hetbahn” w 1996 roku – aseptycznie pakowany ryż. 6 lipca 1993 roku CheilJedang oddzieliła się od firmy Samsung i zyskała niezależne zarządzanie. W 1996 roku firma została przemianowana na „CheilJedang Group” i zakończyła oficjalną separację od Samsunga w lutym 1997 roku.
Od tego czasu CJ weszła na rynek mediów, rozrywki, finansów oraz informacji i komunikacji, głównie poprzez fuzje i przejęcia firm, takich jak m.net – telewizyjny kanał muzyczny – oraz Cheil Investment & Securities w 1997 roku, a także zakładanie nowych zależnych spółek jako Cheil Golden Village (obecnie CGV) w 1996 roku, Dreamline (wspólnie z Korea Expressway ; został sprzedany w 2001 roku) w 1997 roku, CJ GLS w 1998, CJ O Shopping, CJ Europe oraz  CJ FD (dystrybucja żywności) w 1999 roku. Ponadto w 1997 roku CJ Group otworzyła VIPS – łańcuch rodzinnych restauracji, i założyła pierwszy multipleks w Korei Południowej, CGV, w 1998 roku.

### Od 2000 roku
W październiku 2002 roku oficjalna nazwa firmy zmieniona na „CJ Co., Ltd”. We wrześniu 2007 roku CJ Co., Ltd przekształciła się w spółkę holdingową zmieniając nazwę na „CJ CheilJedang Co., Ltd”, a CJ Group stała się spółką holdingową dla wielu filii związanych z przemysłem żywieniowym i rozrywką położoną w Korei Południowej. Składa się z czterech głównych podstawowych działalności handlowych: żywność & usługi gastronomiczne, biotechnologia & farmacja, rozrywka & media, zakupy na odległość & logistyka.
W 2010 roku CJ Media, CJ Entertainment, Mnet Media, On-Media oraz CJ Internet połączyły się tworząc O Media Holdings, która w marcu 2011 roku stała CJ E&M. Od tego czasu CJ E&M miał duży wpływ na swój wkład w koreańską popkulturę i w „koreańską falę” (kor. hallyu) – zjawisko rozprzestrzeniania się kultury koreańskiej poprzez tworzenie udanych programów telewizyjnych, takich jak np. Superstar K, Reply 1997, czy też  oraz filmach takich jak Gwanghae: Wangyidoen namja.

## Przejęte firmy
- 1962 Wonhyeong Industrial CO[1]
- 1968 Mipung Industrial CO[1]
- 1971 Dongyang Jedang[1]
- 1975 Yongin hog farm[1]
- 1985 Dongryp Industrial Corp
- 1997 m.net, Cheil Investment & Securities[1]
- 2000 39 Shopping[1]
- 2004 CJ Consortium[1], Shin Dong Bang Corp.[1], CJ Internet[1], Planers[1] (obecnie CJ Internet), Hanil Pharmaceuticals Ind.[1], zakład produkcji paszy w Turcji[5]
- 2006 Accord Express (Singapurska firma logistyczna)
- 2007 Pioneer Trading, Inc.(obecnie CJ Omnifood), amerykańska firma produkująca wyroby mięsne
- 2009 On-Media[6]
- 2011 Korea Express[7]

## Jednostki zależne

### Żywność & usługi gastronomiczne
- CJ CheilJedang's Food Division[8]
- CJ Foodville
  - Bibigo
  - Cheiljemyunso (restauracja)
  - China Factory (sieć chińskich restauracji)
  - CJ Foodworld
  - Seafood Ocean
  - The Steak House by VIPS (restauracja ze stekami w stylu nowojorskim)
  - Tous Les Jours (franszyza piekarni)[9]
  - A Twosome Place (kawiarenka deserowa premium)
  - Twosome Coffee
  - VIPS (sieć restauracji steak and salad)
  - VIPS Burger
- CJ Freshway

### Bio Pharma
- CJ CheilJedang's Bio Division

### Zakupy na odległość & logistyka
- CJ ENM O Shopping division
  - CJ Logistics (wcześniej CJ Korea Express, nabyty od Kumho Asiana Group w 2012 roku, połączony z CJ GLS w 2013 roku)
  - CJ Telenix
  - dział CJ Olive Networks Young - uruchomiony w wyniku połączenia z CJ Olive Young and CJ Systems

### Rozrywka & media
- CJ ENM CJ E&M (wcześniej: O Media Holdings)
- CJ CGV – sieć kin wielosalowych
  - Ciné de Chef
- CJ Powercast